# Informationssystemet för den inre marknaden
Informationssystemet för den inre marknaden (IMI) är ett IT-baserat nätverk som kopplar samman myndigheter inom Europeiska ekonomiska samarbetsområdet. Det utvecklades av Europeiska kommissionen tillsammans med Europeiska unionens medlemsstater för att påskynda det administrativa gränsöverskridande samarbetet. IMI tillåter offentliga myndigheter på nationell, regional och lokal nivå att identifiera sina motsvarigheter i andra medlemsstater och att utbyta information med dessa. Frågor och svar som översatts i förväg, tillsammans med maskinöversättning, gör det möjligt för användarna att kommunicera på sina egna språk.

## Bakgrund
Europeiska unionens lagstiftning angående den inre marknaden gör det obligatoriskt för kompetenta myndigheter i medlemsstaterna att assistera sina motsvarigheter utomlands genom tillhandahållande av information. Enligt viss lagstiftning krävs också kommunikation mellan medlemsstaterna och Europeiska kommissionen (till exempel för notifikation av nationella åtgärder för implementering av Europeiska unionsrätten. IMI har utvecklats för att förenkla detta dagliga informationsutbyte.
IMI lanserades i februari 2008. Dess utveckling och upprätthållande har bekostats av programmet för interoperabilitetslösningar för europeiska offentliga myndigheter sedan juli 2010. ISA efterträdde IDABC-programmet, vilket ursprungligen bekostade IMI och avslutades den 31 december 2009.
IMI är ett av den inre marknadens administrativa verktyg. Andra sådana verktyg inkluderar Ditt Europa, Ditt Europa – Rådgivning, SOLVIT och Kontaktpunkter.
IMI tillämpar en metod baserad på "inbyggd sekretess" (integration av personlig integritet och efterlevnad av dataskydd i alla led av IMI:s design) vilken har utvecklats i konsultation med Europeiska datatillsynsmannen.

## Huvudaktörer
Lanseringen av IMI har skett på ett decentraliserat sätt. Därför har den praktiska implementeringen av IMI varit de enskilda medlemsstaternas ansvar. Flera aktörer spelar den rollen i IMI-nätverket.

### Kompetenta myndigheter
IMI:s slutliga användare är de kompetenta myndigheterna. De är offentliga organ som har tilldelats ansvaret att hantera vissa aspekter av tillämpandet av lagstiftning för den interna marknaden. De kan verka på nationell, regional eller lokal nivå.

### IMI-koordinatörer
För varje medlemsstat finns en nationell IMI-koordinator (NIMIC), ofta placerad i ett nationellt ministerium. Deras uppgift är att säkerställa att IMI får en problemfri tillämpning i deras land. IMI-koordinatörer kan delegera vissa av sina ansvarsområden till andra koordinatörer med ansvar för, till exempel, ett lagstiftningsområde eller en geografisk region, beroende på de administrativa strukturerna i var medlemsstat.

### Europeiska kommissionen
Europeiska kommissionen är ansvarig för upprätthållandet och utvecklingen av verktyget, support, service och träning. Vidare administrerar och stödjer det också nätverket av IMI-koordinatörer, främjar ytterligare utvidgning av IMI och rapporterar angående systemets funktion. 

## IMI-arbetsflöden
I syfte att förenkla olika sorters administrativt samarbete mellan olika medlemsstater inom Europeiska ekonomiska samarbetsområdet erbjuder IMI sina användare ett antal arbetsflöden.

### Informationsförfrågningar
När en kompetent myndighet behöver information från en utländsk motsvarighet kan den ansöka om information. Denna utbytesfunktion använder sig av listor av frågor och svar som översatts i förväg och som finns tillgängliga på alla EU-språk. Det är också möjligt att bifoga dokument. Enbart de kompetenta myndigheter som är direkt involverade i ett informationsutbyte kan ha tillgång till innehållet. Ett praktiskt exempel på en informationsförfrågan kan exemplifieras med en tysk lärare som skulle vilja fortsätta sina aktiviteter i Portugal. Den portugisiska myndigheten behöver verifiera äktheten av hans inskannade diplom. Det kan då använda sig av IMI för att skicka en informationsförfrågan till sin motsvarighet i Tyskland. Denna myndighet kan acceptera förfrågan och skicka ett svar till myndigheten i Portugal. Tack vare de i förväg översatta fråge- och svarslistorna kan båda myndigheter kommunicera på sina egna språk.

### Notifikationer
Notifikationer baseras på så kallad "en-till-många"-informationsutbyten, genom vilka myndigheter kan varna eller meddela en eller flera kompetenta myndigheter och/eller Europeiska kommissionen. Till exempel kräver tjänstedirektivet att medlemsstaterna varnar varandra för när människor eller miljön utsätts för hälso- och säkerhetsrisker orsakade genom tillhandahållandet av tjänster.

### Informationsarkiv
IMI-informationsarkiv är databaser som lagrar specifik information för vissa policyområden. Ett exempel på ett sådant arkiv är den registerkatalog som upprätthålls av de kompetenta myndigheterna i Europeiska ekonomiska samarbetsområdet. Katalogen är utrustad med flerspråkiga sökfunktioner. Innehållet i ett arkiv kan nås antingen genom en begränsad grupp av kompetenta myndigheter eller av alla IMI-användare. 

## Juridiskt ramverk
IMI används i alla medlemsstater i Europeiska ekonomiska samarbetsområdet för det administrativa samarbete som krävs enligt direktivet om erkännande av yrkeskvalifikationer (2005/36/EG), enligt direktivet om tjänster på den inre marknaden (2006/123/EC) samt, på en testbasis, enligt direktivet om utstationering av arbetstagare i samband med tillhandahållande av tjänster. För tillfället pågår en process för att expandera det till att gälla i andra områden. Till exempel, förordningen om yrkesmässig gränsöverskridande vägtransport av kontanter i euro mellan medlemsstaterna i euroområdet och direktivet om tillämpningen av patienträttigheter vid gränsöverskridande hälso- och sjukvård.
IMI ämnar att bli en flexibel verktygslåda att tillämpas till nytta för det administrativa samarbetet, bidragande till en förbättrad styrning av den interna marknaden.
IMI-förordningen, vilken trädde i kraft i december 2012 är en EU-lag som etablerar ett komplett juridiskt ramverk för IMI. Det tillhandahåller en fullständig uppsättning regler som reglerar hur personlig data från IMI processas, och föreskriver en metod för framtida expansion av IMI till ytterligare policyområden.